# Otisfield
Otisfield és una població dels Estats Units a l'estat de Maine (EUA). Segons el cens del 2000 tenia 1.560 habitants.

## Demografia
Segons el cens del 2000, Otisfield tenia 1.560 habitants, 595 habitatges, i 452 famílies. La densitat de població era de 15,1 habitants/km².
Dels 595 habitatges en un 35% hi vivien nens de menys de 18 anys, en un 66,1% hi vivien parelles casades, en un 5,5% dones solteres, i en un 24% no eren unitats familiars. En el 17,8% dels habitatges hi vivien persones soles el 5,9% de les quals corresponia a persones de 65 anys o més que vivien soles. El nombre mitjà de persones vivint en cada habitatge era de 2,61 i el nombre mitjà de persones que vivien en cada família era de 2,95.
Per edats la població es repartia de la següent manera: un 25,7% tenia menys de 18 anys, un 4,7% entre 18 i 24, un 29,9% entre 25 i 44, un 27,5% de 45 a 60 i un 12,2% 65 anys o més.
L'edat mediana era de 39 anys. Per cada 100 dones de 18 o més anys hi havia 99,5 homes.
La renda mediana per habitatge era de 43.304 $ i la renda mediana per família de 46.652 $. Els homes tenien una renda mediana de 32.167 $ mentre que les dones 26.250 $. La renda per capita de la població era de 19.142 $. Entorn del 6,7% de les famílies i el 9,1% de la població estaven per davall del llindar de pobresa.